# معتمدية سوسة جوهرة
معتمدية سوسة جوهرة إحدى معتمديات الجمهورية التونسية، تابعة لولاية سوسة.